# バイオマーカー (医学)
医学においてバイオマーカー（Biomarker；あるいは生物指標化合物）とは、ある疾病の存在や進行度をその濃度に反映し、血液中に測定されるタンパク質等の物質を指す用語である。さらに一般的にはバイオマーカーは特定の病状や生命体の状態の指標である。NIH（アメリカ国立衛生研究所）の研究グループは1998年に「（バイオマーカーとは）通常の生物学的過程、病理学的過程、もしくは治療的介入に対する薬理学的応答の指標として、客観的に測定され評価される特性」と定義づけた。過去においては、バイオマーカーは主として血圧や心拍数など生理学的指標のことであった。近年になるとバイオマーカーは、前立腺癌の分子バイオマーカーとなる前立腺特異抗原、肝機能測定のための酵素測定などに例えられる、分子バイオマーカーの同義語となってきた。最近では、大腸癌やその他のEGFR（上皮成長因子受容体）関連癌におけるKRAS遺伝子の役割など、腫瘍学におけるバイオマーカーの有用性が注目されている。変異したKRAS遺伝子を発現している患者では、EGFRシグナル伝達経路の形成しているKRASタンパクが、常に「オン」状態である。この過剰活性したEGFRシグナル伝達は、たとえシグナル経路上流がセツキシマブなどのEGFR阻害剤でブロックされていても、シグナルが経路下流に伝達され続け、結果として癌細胞が成長し、増殖し続けることを意味する。腫瘍のKRAS状態（野生型対変異型）を試験して、患者がセツキシマブを用いた療法において効果を期待できるかが判断できる。
また、ヒトパピローマウイルスや、タバコへの暴露を示す4-(メチルニトロソアミノ)-1-(3-ピリジル)-1-ブタノン（NNK）のような特定のマーカーなど、疫学的研究における、環境暴露を評価する分子指標の使用も、バイオマーカーに含まれる。今までのところ、頭部と頸部の扁平上皮癌のためのバイオマーカーは見つかっていない。
バイオマーカーは病気の進行状態や治療の効果を測るための、化学的、物理学的、または生物学的指標である。分子（生物）学用語ではバイオマーカーは「ゲノミクス、プロテオミクス技術、または画像技術を用いて発見されうるマーカーの一部」とされる。バイオマーカーは医薬品生物学において重要な役割を担っており、早期診断、病気予防、医薬品ターゲット識別、医薬品に対する反応の確認、などの補助となりうる。これまでに血漿LDL（低比重リポタンパク）、血圧、p53遺伝子、マトリックスメタロプロテアーゼなど、いくつかの病気に対するバイオマーカーが発見されている

。
現代科学の領域では、遺伝子に基づいたバイオマーカーは有効で好ましいマーカーとされている。

## バイオマーカーの分類と応用
バイオマーカーは異なる方法で分類されうる。物性で分類する場合、イメージングバイオマーカー（CT、PET、MRI）や、分子バイオマーカーなどと分類される。分子バイオマーカーは、生物物理学的特性を持つ、イメージングバイオマーカー以外のものを述べるとき使われる。つまり、生体サンプル中（血漿、血清、脳脊髄液、気管支肺胞洗浄液、生体組織診断）に計測されうるものと、遺伝子突然変異、遺伝的多型、定量的遺伝子発現の分析などに用いられる核酸由来のバイオマーカー、さらにペプチド、タンパク質、脂質代謝物や、その他の低分子化合物が分子バイオマーカーに含まれる。
応用で分類する場合は、診断用バイオマーカー（心筋梗塞診断のための心臓トロポニンなど）、疾患段階を判断するバイオマーカー（鬱血性心不全診断のための脳性ナトリウム利尿ペプチドなど）、疾患予後バイオマーカー（癌バイオマーカーなど）、治療処置に対する反応を見る目的のモニター用バイオマーカー（糖尿病治療におけるHbA1Cなど）などに分けられる。その他のカテゴリーとしては、初期医薬品開発における判断基準に用いられるバイオマーカーが挙げられる。例えば、薬力学（PD）バイオマーカーは特定の薬理学的反応を示すマーカーであり、投与方法最適化の研究で特に重要視される。

## バイオマーカーの発見
分子バイオマーカーは、ゲノミクスやプロテオミクスのような、基本的かつ好ましいプラットフォームを用いて発見されるものと定義される。多くのゲノミクスやプロテオミクス技術がバイオマーカーを発見するために利用可能であり、以下に具体例が挙げられる。ゲノミクスやプロテオミクスの他に、メタボロミクス、脂質を解析するリピドミクス、糖（グライコーム）を解析するグライコミクスなどがバイオマーカーを特定するための技術である。

### 遺伝子解析によるアプローチ
- ノーザンブロッティング
- 遺伝子発現
- SAGE法
- DNAマイクロアレイ[3]

### タンパク質解析によるアプローチ
- 二次元電気泳動
- LC/MS（高速液体クロマトグラフィーと質量分析法を組み合わせた分析装置）
- SELDI-TOF
- 抗体アレイ
- 組織アレイ

### メタボロミクスによるアプローチ
メタボロミクスとは近年導入された用語で、生体試料中の酵素蛋白質が作り出す全代謝物質の網羅的な解析を意味する。関連する用語として、特に薬や病気に対する代謝反応を表すメタボノミクスがある。メタボノミクスは、複雑系に属し、様々な病気に対するバイオマーカーを特定するために使われ、近年生物学の主要な研究分野になってきた。一般に、多くの病気で代謝経路の一部が活性化または不活性化されるので、それを数値化することで特定の病気のバイオマーカーとすることができる。セロトニン生成経路は飲酒により不活性化されるので、セロトニンは最近の飲酒状況を知るための代謝物バイオマーカーとなりえる。

### リピドミクスによるアプローチ
リピドミクスは脂質（リピド）の解析を意味する。脂質は特徴的な物理的性質を持つため、これまでは研究対象とすることが難しいとされてきた。しかし、測定環境の改善により、1つの試料からほとんどの脂質の代謝物を同定し、定量することが可能になってきた。脂質の解析には、質量分析法、クロマトグラフィー、核磁気共鳴分光法の3種類の鍵となる測定技術がある。質量分析法は、脂質抽出成分の高比重リポタンパク（HDL）粒子の濃度と構成を、冠動脈バイパス術を受けた患者と健常者の間で、相対的に比較するために用いられる。バイパス処置を受けた患者から採取されたHDL粒子中には、明らかにフォスファチジルコリンに対してスフィンゴミエリンの量が少なく、コレステロールエステルに対してトリグリセリドが多いことが知られている。またリピドミック・プロファイリングは、PPARγアゴニストであるロシグリタゾンの、マウスの脂質代謝への影響を調べるためにも使われる。ロシグリタゾンは色々な臓器で脂質の構成を変化させる。例えば、肝臓ではトリグリセリドの蓄積を増加させ、心臓と脂肪組織では遊離脂肪酸を変化させ、血漿中のトリグリセリドを減少させる。

## 医薬品開発における分子バイオマーカー
医薬品開発のために分子バイオマーカーは利用されている。主な分野として、初期医薬品開発研究、安全性研究、概念実証研究、分子プロファイリング研究などが挙げられる。初期医薬品開発研究では、例えば第一相試験における投与量と、続く第二相試験のための投与計画の決定などに分子バイオマーカーが用いられる。PDバイオマーカーは一般に、投与量に対して（増加、減少どちらかに）正比例に反応が現れる。得られたデータは安全性試験のデータと合わせて第二相試験の投与量を決定する根拠となる。加えて、安全性分子バイオマーカーが前臨床試験、臨床試験の双方に数十年にわたり使われてきた。バイオマーカーを用いた試験が主流となってきたため、動物試験、臨床試験共に完全な自動化が進んだ。安全性試験の中で最も一般的に行われる例は、肝機能試験（アミノ基転移酵素、ビリルビン、アルカリフォスファターゼ）、腎機能試験（血清クレアチニン、クレアチニンクリアランス、シスタチンC）である。他の例としては、骨格筋（ミオグロビン）または心筋（CK-MB、トロポニンIまたはT）障害試験、さらに骨バイオマーカー（骨に特異的なアルカリフォスファターゼ）が挙げられる。

## イメージングバイオマーカー
多くの新たなバイオマーカーが画像技術の進歩と共に開発されている。イメージングバイオマーカーは数々の利点を持つ。通常、非侵襲性で、直感的かつ多次元的結果が得られる。定量的、定性的両方のデータが得られ、一般的に被験者にとって、他の診断技術よりも不快感が少ない。その他の情報源と組み合わせることで、診断を下す上で非常に利用価値が高くなる。心臓の画像化は盛んな研究分野である。カテーテル挿入が必要な侵襲的方法である冠動脈造影が、長年動脈狭窄症診断のための絶対的判断基準であったが、一方で非侵襲性の技術の開発が望まれていた。心臓コンピュータ断層撮影（CT）が最も有望な方法と目されているが、「カルシウム・ブルーミング」と呼ばれる、カルシウムの蓄積による、画像解像度の低下現象に関連する問題が、未解決である。その他の血管内イメージング技術として、核磁気共鳴画像法（MRI）、光コヒーレンス断層画像化法（OCT)、近赤外線分光法（NIRS)などが研究されている。さらに新たな技術として、フッ素同位体で標識された、フルオロデオキシグルコース（18F-FDG）を、バイオマーカーとして用いる方法がある。ポジトロン断層法（PET）は、体内でグルコースが細胞内に取り込まれる部位を、観測することができる。マクロファージはグルコースの消費が早いので、グルコースを追跡することで炎症の位置を特定することができる。腫瘍もグルコースを大量に消費するので、腫瘍のモニターにも同じ技術が使われる。炎症の拡大や腫瘍の成長にとって、極めて重要な段階を直接的に観測する点で、同位体グルコースの追跡は有望な技術と言える。

## 潜在的欠点
全てのバイオマーカーが医学的反応を完全に反映しているわけではない。使用目的によっては検査結果の妥当性を確認することが困難であったり、検証にいくつもの段階を経る必要があったりする。バイオマーカーが治療介入の成否を計るために使われるときは、そのバイオマーカーは、治療の直接的な効果を反映していなければならない。1980年代に行われた例が、バイオマーカーに頼りすぎた場合の落とし穴をよく表している。1980年中期、米国でフレカイニドとエンカイニドという2つの新薬が、心臓病の来歴を持つ患者の不整脈治療のために開発された。双方共に確かに不整脈を抑える効果を示した。しかし、効果を確認する大規模な治験は開始から1年で中止された。薬を投与された患者の死亡者数が、対照実験患者の2倍に上ったからである。フレカイニドとエンカイニドは1991年に米国でリコールを受けた。この例から、バイオマーカー特性を改善することが、必ずしも患者の生存率向上につながるとは限らないことがわかる。